# Hans Schaffer
Hans Schaffer (Schafwer) var en kopparstickare och guldsmed verksam i mitten av 1600-talet.
Schaffer var under 1640-talet i tjänst som kopparstickare för Jacob De la Gardie och under 1650-talet arbetade han för hovet och kronan där han graverade vapen och konterfej.